# Frameshiftmutatie
Frameshiftmutatie is een bepaald type puntmutatie in genen. Bij dit type mutatie wordt het leesraam (frame) verschoven. Het eiwit, het product van dit gen, zal vanaf deze mutatie geheel veranderd zijn en meestal geen functie meer kunnen vervullen.

## Achtergrond
Een gen wordt gevormd door opeenvolgende nucleotiden. Drie opeenvolgende nucleotiden op het chromosoom vormen een codon en coderen samen voor één aminozuur (zie: genetische code). Verschillende aminozuren vormen samen een eiwitketen, waarbij de vorm en functie van het eiwit sterk afhangt van de opvolging van aminozuren. Als er één nucleotide tussenuit wordt gehaald (of ingevoegd) zal de betekenis van de navolgende code geheel verstoord raken: vanaf dat punt zullen volstrekt andere aminozuren worden ingevoegd.
Ook het eindsignaal (stopcodon) zal op een ander punt komen te liggen. Meestal is dit eerder: een prematuur stopcodon oftewel premature termination codon, PTC. Meestal is een frameshift het gevolg van een mutatie die één enkele nucleotide in het DNA invoegt of weglaat. Dit wordt een indel genoemd.
Het kan ook (theoretisch) over meer dan één nucleotide gaan, en voor zolang het totaal aan nucleotiden dat wordt toegevoegd of verwijderd, geen veelvoud is van 3. Bij een veelvoud van 3 raakt het leesraam niet verschoven. Veel pseudogenen zijn het gevolg van frameshiftmutaties.

## Analogon
Ter verduidelijking van het voorafgaande wordt hier een vergelijking gemaakt met een talige zinsnede, gevat tussen een "start" en "stop "opdracht.

### Voorbeeld bij invoeging (insertie)
| Beschrijving           | (leesteken = start-codon AUG)/ Tekst | (eventueel leesteken)/ Leesraam                                          |
| ---------------------- | ------------------------------------ | ------------------------------------------------------------------------ |
| Origineel              | (start)BEN JIJ HET DIE WEG WIL       | (stop-codon)                                                             |
| Missense mutatie       | (start)BEN WIJ HET DIE WEG WIL       | (stop-codon)leesraam Intact                                              |
| Eén letter ingevoegd   | (start)BEN MJI JHE TDI EWE GWI L     | Geen stop/verschoven                                                     |
| Twee letters ingevoegd | (start)BEN MAJ IJH ETD IEW EGW IL    | Geen stop /Verschoven                                                    |
| Drie letters ingevoegd | (start )BEN MAN JIJ HET DIE WEG WIL  | (stop-codon )/ Leesraam intact origineel stopcodon valt 3 plaatsen later |

Merk op dat bij één of twee ingevoegde letters ook het (indien in het origineel aanwezig )stopcondon kreupel wordt en dus zijn opdracht niet meer vervult, terwijl bij invoeging van drie (opeenvolgende) letters die insertie een supplementair stopcodon ("UAA", "UGA", of "UAG") kan betekenen: eentje dat voortijdig de opdracht geeft te stoppen bij het aflezen

### Voorbeeld bij verlies (= deletie) van drie opeenvolgende letters
| Beschrijving                        | (leesteken= start-codon AUG)/ Tekst | (leesteken=stop-codon)/ Leesraam |
| ----------------------------------- | ----------------------------------- | -------------------------------- |
| Origineel                           | (start)/BEN JIJ HET DIE WEG WIL     | (stop)/                          |
| verlies van eerste drieletter-woord | (start)/JIJ HET DIE WEG WIL         | (stop)/ingekort leesraam         |
| verlies 2 codons (veelvoud van 3)   | (start)/JIJ DIE WEG WIL             | (stop)/ingekort leesraam         |